# الحزب الاشتراكي الديمقراطي الكوري
الحزب الاشتراكي الديمقراطي الكوري (بالكورية: 조선 사회 민주당)‏ هو حزب سياسي في كوريا الشمالية متحالف مع حزب العمال الحاكم. تم تشكيله في 30 نوفمبر 1945 باعتباره الحزب الديمقراطي الكوري من قبل رجال الأعمال المتوسطين، والصغار، والتجار، والحرفيين، وبعض الفلاحين، والمسيحيين. انطلق الحزب من تطلعات معادية للاستعمارية والإقطاعية على أثر الحكم الياباني ولبناء مجتمع ديمقراطي. أصبح الحزب أكثر تحت تحت تأثير الحكومة مع مرور الوقت، وهو اليوم جزء من الجبهة الديمقراطية لإعادة توحيد كوريا وهو تحالف اسمي للأحزاب التي يهيمن عليها حزب العمال الحاكم.

## التاريخ
تأسس الحزب في بيونغ يانغ على يد تشو مان سيك في 3 نوفمبر 1945 باسم «الحزب الديمقراطي الكوري» (조선민주당).  سرعان ما اكتسب دعمًا من رجال الأعمال والمثقفين والمسيحيين وكذلك العمال الميسورين، وأصبح لديه حوالي نصف مليون عضو بعد أسابيع قليلة فقط،  ومع ذلك تم إلقاء اللوم على الحزب في سلسلة من أعمال الشغب المناهضة للشيوعية والسوفيات، وبعد أن عارض تشو نتائج مؤتمر موسكو في ديسمبر (الذي كان مدعومًا من قبل الشيوعيين والسوفييت)، حتى تم اعتقاله من قبل السوفييت. أدى اعتقال تشو إلى انتقال العديد من قادة الحزب إلى سيول في كوريا الجنوبية، حيث أقاموا مقرًا جديدًا. رشح الحزب خمسة مرشحين لانتخابات الجمعية الدستورية في مايو 1948 في كوريا الجنوبية، وفاز بمقعد واحد شغله يي يون يونج.
من عام 1982 حتى أوائل القرن الحادي والعشرين، وزع الحزب جريدته الحزبية في الخارج بالترجمة الكورية والإنجليزية منذ منتصف العقد الأول من القرن الحادي والعشرين أصبحت المجلة الحزبية متاحة على الإنترنت فقط.
شهدت انتخابات عام 1990 منح الحزب 51 مقعدًا. وفي انتخابات  1998 أصبح لديه 52 مقعدًا. بعد انتخابات عام 1998 منُح 50 مقعدًا بعد انتخابات عام 2009.
يرأس الحزب حاليَا باك يونغ إيل،  وسبقه كيم يونغ داي. اعتبارًا من يناير 2007 أصبح للحزب أكثر من 30 ألف عضو.

## الأيديولوجية
تم تغيير اسم الحزب من «الحزب الديمقراطي الكوري» إلى «الحزب الاشتراكي الديمقراطي الكوري» في عام 1981. ومنذ ذلك الحين تم استخدام الحزب في الدعاية الكورية الشمالية التي تستهدف المتعاطفين في الخارج. في التسعينيات نشر الحزب الشيوعي الألماني مجلات دورية باللغتين الكورية والإنجليزية، سعت هذه المجلات إلى إقناع الأجانب في وقت واحد بأن كوريا الشمالية لديها نظام متعدد الأحزاب مع أحزاب مستقلة، ولكن من المفارقات أن الأحزاب الصغيرة في كوريا الشمالية تدعم حزب العمال الكوري دون تحفظ.

## انتقاد سياسة الحكومة
على عكس تصويره المعتاد في الدعاية الرسمية، ولفترة وجيزة في منتصف الثمانينيات من القرن الماضي، عرضت مجلة الحزب نصوصًا تثير انتقادات للسياسات الحكومية. وشملت هذه الانتقادات تقديم المزيد من الدعم للأشخاص ذوي الاحتياجات الخاصة، بالإضافة إلى رفع الفوائد المحتملة للسماح بأكثر من مرشح واحد لكل دائرة انتخابية والسماح للناخبين بتحديد أيهم سيتم انتخابه.